# Rocky Mountain Fur Company
La Rocky Mountain Fur Company (en español, «Compañía de piel(es) [de las] Montañas Rocosas») fue una compañía estadounidense dedicada al comercio de pieles que fue organizada en 1823 en San Luis (Misuri)  por el general William H. Ashley (1778-1838) y el mayor Andrew Henry (c. 1775-1832) con el objeto de comerciar con pieles obtenidas en la región de las montañas Rocosas del curso alto del río Misuri. Ambos publicaron un famoso anuncio en los periódicos de San Luis buscando:

«[...] Cien jóvenes emprendedores... para ascender el río Misuri hasta su origen, donde serán empleados durante uno, dos o tres años.
[...] One Hundred enterprising young men ... to ascend the river Missouri to its source, there to be employed for one, two, or three years.

razón por la que a veces la compañía es recordada como los Cien de Ashley (Ashley's Hundred).
Entre los contratados estaban Jedediah Smith, los cuatro hermanos Sublette —incluidos William y Milton— James Beckwourth, Thomas Fitzpatrick y David Edward Jackson, que en 1826, compró la Compañía y durante los siguientes siete años, siguió prosperando. Otros hombres de la montaña que trabajaron para la Compañía fueron Jim Bridger, Stephen Meek y Joseph Meek, Robert Newell, George W. Ebbert y Kit Carson.
El plan del mayor Henry se formó en respuesta a una ley de julio de 1822 que prohibía la venta de alcohol a los indios. Antes de ello, el comercio de pieles se había basado en que los indios trampeaban y obtenían las pieles, que luego eran llevadas a los puestos de comercio en los que, cada vez con mayor frecuencia, los indios ingerian licor, tanto como un medio real de intercambio como con el fin de que fueran flexibles y pudiesen ser engañados fácilmente. El patrón estaba tan firmemente establecido que era difícil hacer negocios sin una fuente importante de alcohol. El plan de Henry suponía que los tramperos indios y su red de puestos comerciales se volvían entonces innecesarios, y en su lugar recurrió a entrenar a jóvenes estadounidenses para que fuesen ellos los que trampeasen y luego se reuniesen en un encuentro (rendezvous) organizado por la compañía, en la que se les proporcionarían suministros y se recogerían las pieles, encuentro que en general se celebraría una vez al año en lugares previamente convenidos. Esos encuentros fueron conocidos como rendezvous de las montañas Rocosas y se celebraron entre 1824 y 1840.
La Rocky Mountain Fur Company operó como rival de la compañía canadiense Hudson's Bay Company y de la estadounidense American Fur Company, esta última perteneciente al magnate John Jacob Astor. Con frecuencia celebraron sus encuentros (rendezvous) cerca de alguno de los puestos de la Compañía de la Bahía de Hudson para intentar arrebatarles parte de su comercio con los indios. Sus tramperos recorrieron los valles de los ríos Snake, Umqua y Rogue, considerados de dominio de la Compañía de la Bahía de Hudson.
El comercio de pieles se redujo en la década de 1830 debido a una disminución importante en las poblaciones del castor y al hecho de que los sombreros de castor se hubieran pasado de moda, siendo sustituidos por los sombreros de seda. La política de la Hudson Bay Company de pagar más por las pieles que las empresas estadounidenses en la región de las montañas Rocosas durante la década de 1830 finalmente logró acabar económicamente con el sistema estadounidense de recogida de pieles y llevó al fracaso de la Rocky Mountain Fur Company.